# سوپر جام اروپا ۱۹۹۳
فینال سوپر جام اروپا ۱۹۹۳، رقابت پایانی سوپر جام اروپا است که مابین دو تیم باشگاه فوتبال پارما و باشگاه فوتبال آ.ث. میلان برگزار شده‌است.
این مسابقه که در تاریخ‌های ۱۲ ژانویه ۱۹۹۴ و ۲ فوریه ۱۹۹۴ انجام شده‌است در مجموع با نتیجه ۲ بر ۱ به سود باشگاه فوتبال پارما به پایان رسید.